# جمال بوطيب
جمال بوطيب (ولد في 10 أبريل 1968 بوجدة -) أكاديمي وكاتب مغربي عضو جمعيات وهيئات وطنية وعربية مختلفة، له مؤلفات عدة. حاصل على الدكتوراه في الأدب الحديث تخصص الرواية والنقد والمسرح. يشتغل أستاذا جامعيا بكلية الآداب بمدينة فاس. يتوزع إنتاجه بين الكتابة السردية والشعرية والنقدية.
ينشر كتاباته بالمنابر الوطنية والعربية: الصحف والـملاحق الثقافية: العلم –الاتحاد الاشتراكي...إلخ والدوريات الوطنية والعربية كمجلة «شؤون أدبية» الإماراتية ومجلة «المنتدى» الإماراتية ومجلة «الوحدة» الجزائرية ومجلة «فضاءات مغربية» ومجلة «عمان» الأردنية...إلخ. بالإضافة إلى المشاركات في المهرجانات العربية كالمهرجان العربي السابع لأغنية الطفل بعمان (الأردن) والمهرجان العربي للمسرح (عمان - الأردن) وملتقى عتبات الدولي ومهرجان المسرح الجامعي.

## أعمال
صدر له في الإبداع:
- الحكاية تأبى أن تكتمل (قصص) مطبعة سنيب، وجدة، ط 1، 1993 .
- برتقالة للزواج برتقالة للطلاق /قصص. ط 1 منشورات الجسور وجدة، 1996.ط 2، منشورات الديوان، 2007 .
- مقام الارتجاف (قصص) مطبعة فضالة، المحمدية ط 1، 1999 .
- زخة...ويبتدئ الشتاء / قصص قصيرة جدا. ط1، منشورات اتحاد كتاب المغرب، 2001/ط2، منشورات الديوان 2007 .[3]
- سوق النساء (رواية)، مطبعة امباش، آسفي، ط 1,2006 .
- أوراق الوجد الخفية (شعر) منشورات دار ما بعد الحداثة، فاس، ط1 2007. ط 2، 2010.
- فصوص الصبا (مجاميع قصصية) منشورات دار الحرف، القنيطرة، ط1، 2007 .
- خوارم العشق السبعة (رواية)، منشورات مقاربات، فاس، ط 1,2009.

صدر له في النقد:
- الجسد السردي (أحادية الدال وتعدد المرجع) منشورات الديوان، ط1، 2006 .
- جور الغياب: ديوان من صمتوا، (انطولوجيا) منشورات المركز الوطني للإبداع المسرحي والسينمائي، ط1، 2007
- السردي والشعري: مساءلات نصية. ط1، منشورات الديوان، 2007/ط2، منشورات مقاربات،2009.
- نحن والأخر: تجليات جسدانية في الفكرين العربي والغربي، منشورات التنوخي، آسفي، ط1 ،2008.
- الاستعارة الجسدية: الذات والآخر في الرواية الجزائرية، منشورات التنوخي، آسفي، ط1 ،2008
- فتنة الجوز: قراءة في تجربة تشكيلية ، منشورات مقاربات، ط 1,2009

أعد كتبا وقدمها:
- لهاث البحر (شعر) منشورات منتدى انانا (تونس) ومؤسسة الديوان 2007 .
- عشر ليال وليلة: نسائم عبدة (نصوص ودراسات)منشورات الديوان،2007 .
- القصة القصيرة بالمغرب: دراسات في المنجز النصي ، منشورات التنوخي، ط الأولى 2008

كتب بالاشتراك:
*الرواية المغربية: أسئلة الحداثة، منشورات مختبر السرديات، دار الثقافة، الدار البيضاء، ط1، 1996 . 
- القصة القصيرة والتلقي، منشورات مجموعة البحث في القصة القصيرة، دار القرويين، الدار البيضاء، ط1 ، 2001
- كتاب الانفلاتات ، منشورات منتدى إنانا، تونس، ط 1، 2008.
- قطاف ريح مخفية (قصص قصيرة جدا)، منشورات منتدى إنانا، تونس، ط 1، 2008.
- منهجية البحث: الأسس والتقنيات، منشورات مقاربات وكلية الآداب ظهر المهرازـ فاس، ط 1، 2010

صدرت حول كتاباته مؤلفات، منها:
- مدارج الهوى: (مؤلف جماعي (19مؤلفا) حول الأعمال الإبداعية لجمال بوطيب) منشورات الديوان 2007.
- الرواية المغربية: آفاق جديدة (مؤلف جماعي دراسات حول رواية سوق النساء)منشورات الكلية المتعددة للتخصصات – تازة، ط1 ،2008.
- إبراهيم الكراوي: خطاب الحداثة العربية في القصة العربية (دراسة حول برتقالة للزواج برتقالة للطلاق) منشورات الديوان 2007.

## الجوائز
- الجائزة الأولى في المهرجان الدولي الثامن لأغنية وموسيقى الطفل 2001.
- جائزة مفدي زكريا الـمغاربية للشعر 2003.

## وصلات خارجية
- جمال بوطيب على موقع أرشيف الشارخ.
- موقع جمال بوطيب
- الدكتور جمال بوطيب يلج سوق النساء: أو أسرار الجثة التي تعشق قاتلها
- الشاعر جمال بوطيب يورث اوراق وجده لمن عاشوا ومن رحلوا